# 市原洋
市原 洋（いちはら ひろし、1986年1月23日 - ）は、日本の俳優。東京都出身。神奈川県横浜市在住。

## 来歴
眼鏡専門店での約3年間のサラリーマン生活ののち、2011年、お笑いタレントを目指してワタナベコメディスクールに第14期生として入所。市原ハラスメントの芸名でコンビを組んでコントを行ったり、ピン芸人として漫談を披露するなどしてライブに立っていた。
芸人としての活動がうまく行かず、2014年より役者活動を開始し、次第にお笑い活動は行わなくなっていった。映画制作会社and picturesの演技ワークショップ「パフォーミングアカデミー」などで演技を学び、同社企画のSHORT TRIAL PROJECT 2016『ダムドガールズキャバレークラブ』で映画に初出演。
いくつかのワークショップを受ける中で、以前から知り合いだったという映画監督の上田慎一郎が講師を務めたワークショップにも参加。そのワークショップの中で映画を撮影する可能性があったが、結果的に撮影は行われなかった。上田の作品に参加したいと思う中、ENBUゼミナールのシネマプロジェクト第7弾の監督を上田も務めると聞きつけ、同企画のオーディションに応募。上田の班に採用され、同企画でのワークショップを経て映画『カメラを止めるな!』に出演し、気弱な俳優役とゾンビ役を怪演した。これが市原にとって初の長編映画出演となった。同映画はインディーズ映画としては異例なヒットを記録して話題を呼び、Japan Now部門として選出された第31回東京国際映画祭や特別賞を受賞したTAMA映画賞の授賞式などの各イベントに、メインキャストの一人として市原も参加している。
2019年4月より株式会社トーチ・リンクに所属していたが、2024年秋に退所した。

## 人物
大きな目が特徴。
市原の人間性について、映画監督の上田慎一郎によると、真面目で神経質な性格だが気の遣える人間、努力でこつこつ積み上げていくタイプと言われている。また、現場ではいじられキャラだったという。

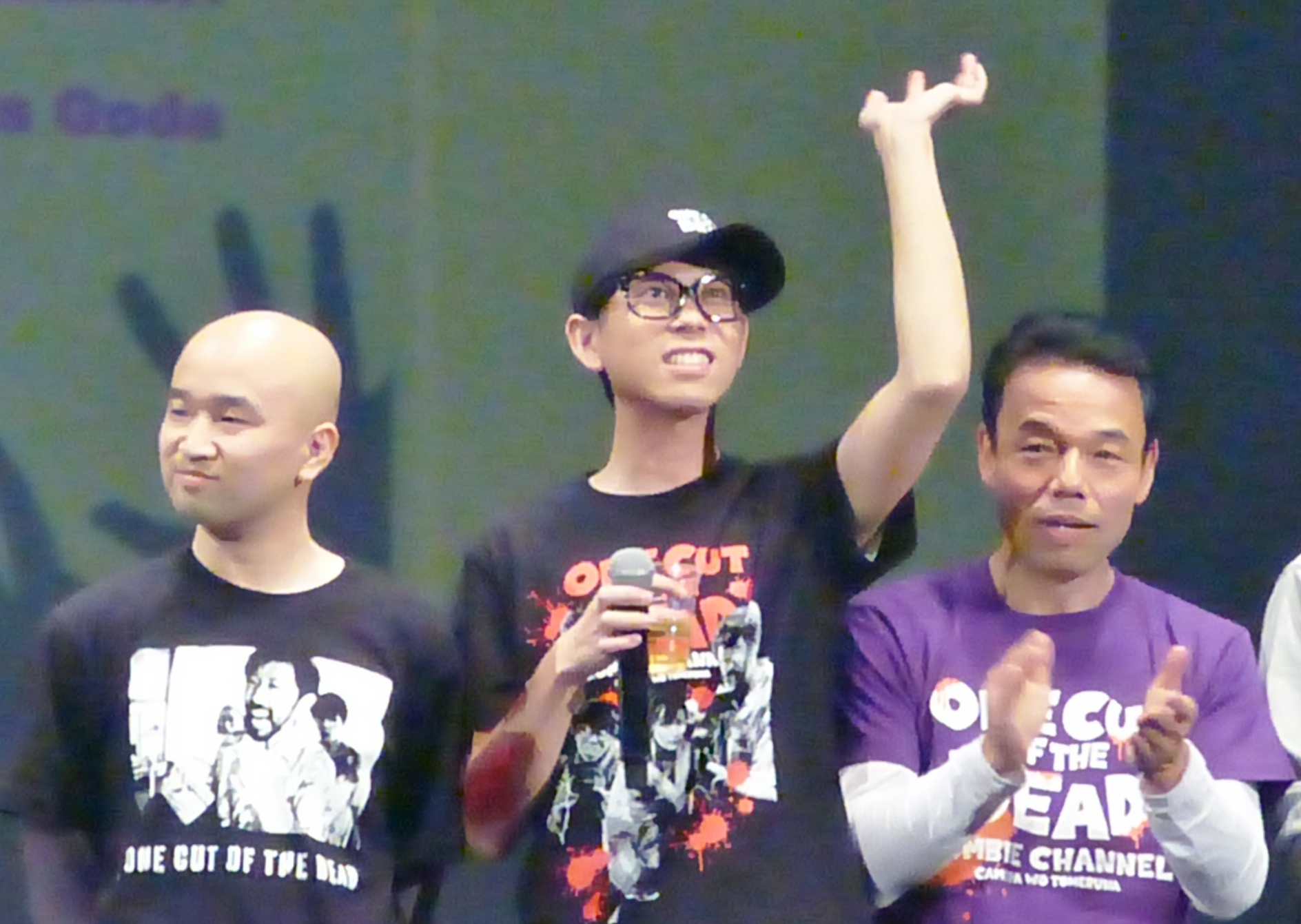
眼鏡を着用した市原（中央）

映画『カメラを止めるな!』では黒縁眼鏡が特徴的なキャラクターとして出演。デイリースポーツの取材では「『カメラを止めるな!』じゃない自分の芝居を見てもらいたい」と答えているが、本映画のヒット後に出演した『痛快TV スカッとジャパン』（フジテレビ）の再現ドラマやニトリのWeb広告などでは映画で使用した眼鏡の着用が求められてしまい、映画内でのキャラクターを脱却できていないままでいる。しかし、映画で使用した眼鏡は気に入っているという。
好きな役者にヒース・レジャー、エドワード・ノートン、堺雅人、ムロツヨシ、香川照之を挙げている。好きな作品には『トーマの心臓』を挙げている。

## 出演

### 映画
- カメラを止めるな!（2018年6月23日公開[注 1]、ENBUゼミナール/アスミック・エース、監督：上田慎一郎） - 山ノ内洋 役[4]
- イソップの思うツボ（2019年8月16日公開、アスミック・エース、監督：上田慎一郎） - 大学生 役（エキストラ）[25]
- スパイの妻（2020年10月16日公開、ビターズ・エンド、監督：黒沢清）
- ドクター・デスの遺産-BLACK FILE-（2020年11月13日公開、ワーナー・ブラザース映画、監督：深川栄洋）
- 名医死す〜感染症と闘った藤野昌言物語〜（2021年9月29日テレビ放送[注 2]、監督：松村克弥） - 内海卓爾 役[26]
- ポプラン（2022年1月24日公開、エイベックス・ピクチャーズ、監督：上田慎一郎）[27] - ラシンバン社員 役
- 42-50火光（2022年10月7日公開、スタンダードフィルム、監督：深川栄洋） - 本田 役
- 法廷遊戯（2023年11月10日公開、東映、監督：深川栄洋）

#### 短編映画
- ダムドガールズキャバレークラブ（2017年1月28日公開、監督：川村清人）[28]　※「SHORT TRIAL PROJECT 2016」で上映
- 埋（2017年7月4日公開、監督：加賀賢三）[29][30]　※Enthena企画の短編オムニバス
  - 猫
  - 手紙
- 378441623秒33（2018年、監督：賀々贒三）[31]　※「Tokyo 48 Hour Film Project」参加作品
- にんげんにうまれてしまった（2018年10月20日公開、監督：賀々贒三） - 死にたい男 役　※短編映画対決企画「龍 vs 虎」で上映[15]
- カメラを止めるな!リモート大作戦!（2020年5月1日配信、監督：上田慎一郎） - 山ノ内洋 役[32]
- この場所の香り（2020年、監督：榊原有佑）　※ネスレシアターブランデッドムービー

### テレビドラマ
- 過ちスクランブル 第5話（2018年11月5日、フジテレビTWO）
- 彼らを見ればわかること 第1話（2020年1月11日、WOWOW） - 柄本貢 役
- 月曜プレミア8 今野敏サスペンス 警視庁東京湾臨海署〜安積班（2021年2月8日、テレビ東京） ‐ 福田達也 役
- ドラゴン桜 第2シリーズ（2021年4月25日 - 6月27日、TBSテレビ） - 理科教師 役
- ドラマ「家、ついて行ってイイですか?」 第7話（2021年9月25日、テレビ東京） - 同僚 役
- 晩酌の流儀 第3話（2022年7月16日、テレビ東京） - 若松 役
- 完全に詰んだイチ子はもうカリスマになるしかないの 第8話（2022年12月21日、テレビ東京）
- 星降る夜に 第1話（2023年1月17日、テレビ朝日） - 芝正一 役
- 全ラ飯 第1話・第2話（2023年4月14日・21日、関西テレビ） - 立花恭一 役
- おいハンサム!!2 最終話（2024年5月25日、東海テレビ・フジテレビ） - 家電店のカップル 役[33]

### ウェブドラマ
- 田中圭24時間テレビ「くちびるWANTED」（2018年12月16日、AbemaTV） - 夢の中のゾンビ 役
- カメラを止めるな! スピンオフ ハリウッド大作戦!（2019年3月2日、AbemaTV[注 3]） - 山ノ内洋 役
- ゲキカラドウ2 スピンオフ 第3話 秋山編（2023年5月5日、Lemino） - 記者 役

### テレビ番組
- 痛快TV スカッとジャパン 第138回「ショートショートスカッと」（2018年8月27日、フジテレビ）[34]
- シブヤノオト and more FES.（2018年9月8日、NHK総合）[35]
- 今夜はナゾトレ川柳SP（2019年3月19日、フジテレビ）再現VTR出演

### インターネットテレビ
- 映画『カメラを止めるな！』を一緒に見よう。（2018年6月22日、ニコニコ生放送）[36]

### 舞台
- しずる館 Premium LIVE!!（2015年5月20日・21日、ティアラこうとう 小ホール）[37]
- FUKUSHIMA DAY上映会 会話劇「俳優 桐谷和明のトリセツ」（2019年4月27日、CAPSULE）[38]
- 劇団前方公演墳「あれは確か、いつもより少し澄んだ空だった。」（2020年1月16日 - 19日、下北沢駅前劇場）[39]

### CM・広告
- 三井不動産レジデンシャル「未来写真：未来は、あなたと共に」（2017年）　※Web広告
- ニトリ「スキップできない劇場」第3話（ライフハックプロダクトNグリップ）（2018年）[40]　※Web広告
- あいおいニッセイ同和損保 24時間365日事故対応サービス「I'm ZIDAN」（2018年）[41]　※Web広告
- J:COM（2018年） - アニメLOVER 役[42]
  - 「わたしの見たい『LOVE激白会 映画・ネイチャー』」篇
  - 「わたしの見たい『LOVE激白会 スポーツ・旅・紀行』」篇
  - 「わたしの見たい！！があるTV。ショートムービー(アニメ篇)」　※Web広告
- 新発田市 PRムービー「おかえり」編（2019年）[43]
- 愛媛県「まじめえひめ」プロジェクト ドラマ風コンセプト動画「愛媛県まじめ会議」（2019年）[44]